# Komputer
Komputer is een Britse danceact die bestaat uit David Baker en Simon Leonard. De groep is onder verschillende namen in verschillende genres actief geweest. In de jaren tachtig beginnen ze als de synthpop groep I Start Counting. In de vroege jaren negentig schakelen ze over op house, waarvoor ze zich hernoemen naar Fortran 5. In de late jaren negentig gaan ze over op electro waarbij ze de naam Komputer aannemen. 

## I Start Counting
Simon Leonard zet zijn eerste stappen in de muziekindustrie al in de late jaren zeventig. Hij is betrokken bij de noise-projecten File Under Pop en AK-47. In 1982 ontmoet hij, als hij studeert aan de Middlesex University, David Baker. De twee zijn beide actief als dj. Ze beginnen een muzikale samenwerking. Als I Start Counting krijgen ze een contract bij Mute Records en brengen ze in 1984 de single Letters To A Friend uit. Na nog enkele singles volgt het album My Translucent Hands (1986). Hiermee weten ze in de clubscene enige populariteit mee te verwerven. Ook gaan ze op tournee als voorprogramma van Erasure. Opvolger Fused heeft de nodige invloeden uit de housemuziek. Na 1989 wordt  I Start Counting stilgelegd om een nieuw project te starten. Wel verschijnen in 2021 de uitgaves Re-fused en Ejected, met daarop onuitgebracht materiaal uit de begintijd van de groep.

## Fortran 5
Wanneer in 1990 nieuwe opnames worden gemaakt, blijkt de interesse nog maar naar house te zijn verschoven. Ze besluiten daarom de bandnaam te wijzigen naar Fortran 5 om zo met een frisse start een nieuw publiek te kunnen aanspreken. Op de singles Crazy Earth en Love Baby, die in 1990 verschijnen, pakken ze uit met vriendelijk klinkende housemuziek. In 1991 verschijnt het album Blues, waarop de in ze studio worden geassisteerd door Holger Hiller en Kris Weston. Ook Rodney Slater van de The Bonzo Dog Doo-Dah Band speelt een kleine rol als saxofonist. De meest in het oog springende track daarvan is de single Heart On The Line waarop de zangeressen Jocelyn West en Katharine Blake van de band Miranda Sex Garden te horen zijn. Voor tweede single Look To The Future weten ze Larry Graham te strikken. In 1993 verschijnt Bad Head Park, waarop ze zich wagen aan een cover van Layla van Eric Clapton. De belangrijkste single van dit album is echter Persian Blues dat door Neil Arthur (Blancmange) wordt gezongen. In 1995 verschijnt het experimentelere Avocado Suite, maar dit is een flop. 

## Komputer
Het tweetal geeft zichzelf een reboot in 1996 onder de naam Komputer. Het nieuwe project is een hommage aan Kraftwerk. In 1997 maken ze het album The World Of Tomorrow. Daarop staan de single Valentina, die de eer bewijst aan de Russische kosmonaute Valentina Teresjkova. De twee gaan ook weer live spelen, wat ze in de tijd van Fortran 5 niet deden. In 2002 verschijnt het zeer experimentele Market Led. In 2007 keren ze weer terug naar de basis met Synthetik. Daarna verschijnt er een tijd lang geen nieuw materiaal en neemt de band een pauze. In 2010 gebruikt Orchestral Manoeuvres in the Dark het nummer Looking down on London als basis voor hun nummer The right side?. In 2019 blazen ze de groep nieuw leven in en gaan ze opnieuw optreden.

## Discografie
Albums
- I Start Counting - My Translucent Hands (1986)
- I Start Counting - Fused (1998)
- I Start Counting - Catalogue (1991)
- Fortran 5 - Blues (1991)
- Fortran 5 - Bad Head Park (1993)
- Fortran 5 - Avocado Suite (1995)
- Komputer – The World Of Tomorrow (1997)
- Komputer – Market Led (2002)
- Komputer – Synthetik (2007)
- I Start Counting / Fortran 5 / Komputer - Konnecting... (compilatie) (2011)
- I Start Counting - Re-Fused (2021)
- I Start Counting - Ejected (2021)